# Sarah Aristidou
Sarah Aristidou, ou Sarah Mzali-Aristidou, née en 1991, est une soprano et artiste lyrique franco-chypriote. Elle se produit sur des scènes internationales depuis 2015. Son répertoire inclut des œuvres de musique contemporaines. Des compositeurs comme Aribert Reimann et Jörg Widmann ont écrit pour elle.

## Vie, études et carrière
Née à Paris, Sarah Aristidou débute sa formation musicale d'abord à la maitrise d'Herblay, puis à la Maîtrise de Radio France. Elle étudie la musicologie à la Sorbonne et suit les classes d’écriture, d’analyse, de composition et d’histoire de la musique du Conservatoire à rayonnement régional de Paris dont elle sort diplômée en 2011. Elle y découvre la chanteuse Cathy Berberian, ardente défenseuse du répertoire contemporain.
À partir de 2010, elle poursuit sa formation en chant à l'Université des Arts de Berlin, puis à partir de 2014 à l'Université de Musique et des Arts du Spectacle de Munich. Elle obtient un master à la Bayerische Theaterakademie August Everding (en).
Sarah Aristidou interprète en concert des œuvres de musique contemporaine de compositeurs tels que Wolfgang Rihm, Jörg Widmann et Manfred Trojahn. Aribert Reimann a composé Cinq Fragments français de Rainer Maria Rilke spécialement pour sa voix, et elle a créé le rôle en 2015 au Liederwerkstatt du festival Kissinger Sommer,.
Elle travaille avec des chefs d'orchestre tels que Daniel Barenboim, Trevor Pinnock et Simon Rattle, et avec des orchestres tels que le Berliner Philharmoniker, le Deutsches Symphonie-Orchester Berlin et le Gürzenich Orchestra. De 2017 à 2019, elle est membre du Studio d'opéra international de l'Opéra d'État de Berlin. Au cours de la saison 2020-2021, elle interprète  le rôle de Zerbinetta dans Ariane à Naxos, et se produit au Heidelberger Frühling et au Festival de Salzbourg,. Sarah Aristidou crée en 2020 Eumeniden de la compositrice Irini Amargianaki.
En 2022, Sarah Aristidou est nommée aux Victoires de la Musique Classique dans la catégorie Révélation, artiste lyrique.
En 2025, Sarah Aristidou interprète Pli selon pli de Pierre Boulez.

## Enregistrements
Le premier CD de Sarah Aristidou parait en 2021, il est intitulé Æther (Alpha Classics), avec des œuvres d'Edgar Varèse, Francis Poulenc, Leo Delibes, Ambroise Thomas, Jörg Widmann, Claude Debussy, Igor Strawinsky, Thomas Adès, George Frideric Handel et Udo Zimmermann, avec le pianiste Daniel Barenboim, le flûtiste Emmanuel Pahud, le guitariste Christian Rivet, le Chor der Klangverwaltung et l'Orchestre des Wandels dirigés par Thomas Guggeis. Sur ce disque, la chanteuse enregistre la mélodie d’Un grand sommeil noir avec Daniel Barenboim au piano. Le Labyrinth V de Jörg Widmann a été écrit pour la soprano. Selon un critique de Gramophone on entend dans cette pièce « des youyous, des sanglots, des inflexions jazz et des rires sauvages ». 
Son deuxième album Enigma (Alpha Classics) est sorti en 2023, avec des œuvres d'Andreas Tsiartas, Sergei Rachmaninoff, Franz Schubert, Olivier Messiaen, Hugo Wolf, Maurice Ravel et Jörg Widmann. 

### Autres enregistrements
Aristidou a également sorti un EP en 2021, intitulé S'Agapo, avec des chansons folkloriques chypriotes arrangées par Kaan Bulak et remixées par les DJ Ricardo Villalobos et Ale Hop.

## Récompenses
- Prix Luitpold 2021[14]
- Prix Belmont 2022[15]